# Opera
Opera (МФА: [ˈɑp(ə)ɹə]) — веб-браузер и пакет прикладных программ для работы в Интернете, выпускаемый компанией Opera Software. Разработан в 1994 году группой исследователей из норвежской компании Telenor. С 1995 года — продукт компании Opera Software, образованной авторами первой версии браузера. Суммарная рыночная доля браузеров Opera в январе 2021 года составила 2,17 % — шестое место в мире. В России процент пользователей браузера выше среднемирового. В январе 2021 года доля браузеров Opera в Рунете составила 5,55%.
Браузер Opera портирован под множество операционных систем (включая Windows, macOS, Linux; ранее имелись версии для FreeBSD, Solaris). Также существуют версии браузера для мобильных платформ на основе Symbian OS, MeeGo, Java, Android, Windows Mobile, bada, iOS.
Opera для PC и Opera Mini распространяются бесплатно с 2005 года, Opera Mobile — с 2010 (бета-версии с 2009). 13 февраля 2013 года разработчики заявили о переводе всей линейки продуктов Opera Software на движок Blink и V8.
В 2021 году возможность использования VPN в браузере была заблокирована на территории Российской Федерации.

## История

MultiTorg Opera

В 1992 году Йон Стефенсон фон Течнер (норв. Jon Stephenson von Tetzchner) и Гейр Иварсёй (норв. Geir Ivarsøy) входили в исследовательскую группу компании Televerket (Норвежская национальная телефонная компания, сейчас носит название Telenor). Они принимали участие в разработке комплекса ODA — стандартизированной системы сбора, хранения документации, изображений и другой информации. Разработанная система не нашла широкого распространения, и вскоре работы по ней были заморожены. Эта же исследовательская группа запустила первый норвежский сервер и «домашнюю страничку» в 1993 году.
Наиболее распространённый в то время браузер NCSA Mosaic имел достаточно примитивную структуру и не обеспечивал достаточного уровня эффективности. Поэтому группа исследователей предложила компании Televerket разработать собственный браузер, более адаптированный к различным веб-стандартам. Руководство Televerket поддержало разработку, и в конце 1993 года вышел первый работающий прототип.
Когда в 1994 году Televerket была приобретена государством, фон Течнеру и Иварсёю было позволено продолжать разработку браузера на собственные средства. В 1995 году Televerket была переименована в Telenor. 30 августа 1995 года фон Течнер и Иварсёй создали компанию Opera Software, которая продолжила разработку браузера. Этот день разработчики считают «днём рождения» Opera.
Opera Software и Google связывают партнёрские соглашения с 2005 года, срок продлённого договора закончился в ноябре 2009 года. 8 января 2007 года Opera Software объявила о договоре с Yahoo!, согласно которому Yahoo! становится эксклюзивным поисковым провайдером на мобильных устройствах, оснащённых Opera Mini.
В ноябре 2016 владельцы продали бренд и браузер китайской корпорации Golden Brick Capital Private Equity Fund I Limited Partnership за 600 млн долларов. Предыдущее предложение о покупке за 1,2 млрд не было одобрено регулятором.
10 мая 2017 года Роскомнадзор по запросу ФСБ внес браузер Opera Software AS в реестр организаторов распространения информации (ОРИ) Архивная копия от 26 июня 2018 на Wayback Machine. Реестровый номер 84-PP. Включение браузера Opera в ОРИ в соответствии с законом «О связи» означает согласие сервиса собирать, хранить и предоставлять данные о пользователях и их взаимодействиях компетентным органам. С 1 июля 2018 года ОРИ должны будут хранить информацию о фактах обмена сообщениями своих пользователей в течение года, а содержание этих сообщений, аудиозапись звонков, изображения — до полугода.
С 17 июня 2021 года Роскомнадзор  потребовал удалить встроенный VPN из браузера на территории Российской федерации. Браузер Opera исполнил это указание, чем обвалил свою долю пользователей Рунета.
В конце 2021 Opera анонсировала старт beta-версии сервиса закладок Pinboards.Opera.

## История версий

### Opera (Presto)
Opera 1 — браузер стал известен благодаря многодокументному интерфейсу (MDI), который позволял работать сразу с несколькими страницами в одном окне приложения.
Opera 2 — версия браузера, в которую разработчики добавили поддержку фреймов.
Opera 3 — версия, которая стала кроссплатформенной и включала поддержку JavaScript.
Opera 4 — версия, в которую был включён почтовый клиент.
Opera 5 — версия, которая распространялась свободно — пробный период был заменён adware-баннером, встроенный ICQ-клиент.
Opera 6 — версия, в которую была добавлена поддержка Unicode. Появилась возможность работать в нескольких не зависимых друг от друга копиях приложения (SDI-интерфейс).
Opera 7 — версия, в которую был добавлен новый браузерный движок Presto с улучшенной поддержкой CSS, клиентских сценариев и интерфейса DOM.
Opera 8 — версия, в которой была добавлена поддержка SVG Tiny, multimodal features и User JavaScript.
Opera 9 — версия, в которой была добавлена поддержка спецификации XSLT, совместимость с графическим форматом SVG.
Opera 10 — версия, в которой была добавлена поддержка автообновления браузера, Opera Turbo.
Opera 11 — версия, в которой был добавлен улучшенный механизм управления открытыми вкладками, поддержка расширений, жесты мыши.
Opera 12 — версия, в которой было добавлено аппаратное ускорение и поддержка технологии WebGL.

### Opera (Blink)
13 февраля 2013 года разработчики Opera заявили о переводе всей линейки своей продукции на движки WebKit и V8 в оболочке Chromium, имеющие открытый исходный код. 4 апреля в свете событий относительно движка Blink, созданного корпорацией Google и являющегося форком движка WebKit, Opera Software подтвердила свою позицию относительно привязки браузера к проекту Chromium — в новых версиях будет использован Blink.
| 15                                                                     | 2013-07-02 | 28                                    | - Переход на движок Blink и V8 - Новый интерфейс - Группирование закладок на экспресс-панели в папки - Новая функция Discover - Автоматические обновления - Объединённые адресная строка и строка поиска |
| 16                                                                     | 2013-08-27 | 29                                    | - API геолокации W3C - Автозаполнение форм - Поддержка списка переходов в Windows - Поддержка режима презентации в OS X - Страница с экспериментальными функциями opera: flags |
| 17                                                                     | 2013-10-07 | 30                                    | - Фиксация вкладок - Возможность изменения поведения браузера при запуске - Параметры запуска и управление поисковыми движками |
| 18                                                                     | 2013-10-19 | 31                                    | - Поддержка микрофонов и камер - Поддержка тем - Жесты мышью - Перетаскивание вкладок между окнами |
| 19                                                                     | 2014-01-28 | 32                                    | - Расширения - Панель закладок - Создание тем |
| 20                                                                     | 2014-02-02 | 33                                    | - Настраиваемая экспресс-панель - Возможность перетаскивать мышью вкладку на панель закладок и в экспресс-панель - Новые пункты главного меню |
| 21                                                                     | 2014-05-06 | 34                                    | - «Лёгкий» установщик - Аппаратное ускорение для интерфейса - Опция, включающая показ полного адреса в адресной строке - Сломанный замок теперь отображается, когда на сайтах присутствуют недействительные сертификаты безопасности |
| 22                                                                     | 2014-06-03 | 35                                    | - Новые темы - «Тихие» обновления |
| 23                                                                     | 2014-06-24 | 36                                    | - Кнопка добавления закладки «♥», позволяющее добавлять текущую страницу в список быстрого набора, в хранилище или на панель закладок - Добавлена кнопка разблокировки загрузки незащищённого содержимого на сайтах, работающих по защищённому соединению |
| 24                                                                     | 2014-09-02 | 37                                    | - Миниатюры сайтов при наведении курсора на другие вкладки - Поддержка экранов высоткой чёткости - Затемнение интерфейса в приватном режиме (только Windows) - Поддержка Pepper Flash - Первая бета-версия для Linux |
| 25                                                                     | 2014-10-15 | 38                                    | - Менеджер закладок - Уведомления на рабочем столе - Просмотрщик PDF |
| 26                                                                     | 2014-12-03 | 39                                    | - Возможность делиться закладками через URL-адрес - Импорт закладок из других браузеров - Первая стабильная версия для Linux - Поддержка Handoff в OS X - Предпросмотр при печати страницы - Bing был удалён из списка поисковой системы по умолчанию, и поэтому больше не может быть установлен по умолчанию. |
| 27                                                                     | 2015-01-27 | 40                                    | - Меню со списком открытых вкладок - Улучшенная поддержка Pepper Flash - Улучшение панели навигации между закладками и экспресс-панель. Реорганизована навигация на стартовой странице. Включает дополнительные исправления ошибок для поддержки плагина PPAPI и менеджера закладок. |
| 28                                                                     | 2015-03-10 | 41                                    | - Синхронизация закладок между Opera на рабочем столе, Opera Mobile на Android и Opera Mini на Android и iOS - Улучшения интеграции с OS X Yosemite - Новые темы Support for batch operation was added to the bookmark manager and bookmark suggestions now appear when typing in the address bar. |
| 29                                                                     | 2015-04-28 | 42                                    | - Синхронизация экспресс-панели и открытых вкладок - Индикатор звука на вкладках - Настраиваемые горячие клавиши - улучшенный внешний вид стартовой страницы, улучшенный менеджер истории, добавление дополнительных жестов управления мышью, интеграция истории посещений на стартовую страницу |
| 30                                                                     | 2015-06-09 | 43                                    | - Боковая панель с расширениями - Улучшенное переключение вкладок, в настройки добавлена функция «Перемещаться по вкладкам в порядке использования». - Последние закрытые вкладки в правом меню вкладок - «Корзина» в менеджере закладок - Поддержка видео в формате H.264 в HTML5 - В раздел «Вкладки» («Экспресс-панель») добавлена функция просмотра вкладок, которые открыты на других устройствах пользователя. Конечно же для этого необходима синхронизация всех устройств пользователя через аккаунт Opera. |
| 31                                                                     | 2015-08-04 | 44                                    | - Синхронизация истории введённых в адресную строку сайтов и поисковых запросов - Редизайн страницы Discover - Ускорение запуска на жёстких дисках по сравнению с твердотельными накопителями. Повышена производительность за счет переноса части кода из исполняемого файла в библиотеки, что, опять же, сокращает время доступа к жесткому диску (только для Windows-версии) - Поддержка плагина Widevine DRM - Обновлено оформление и структура функции «Рекомендации» (новости) |
| 32                                                                     | 2015-09-15 | 45                                    | - Синхронизация паролей - Анимированные темы - Редизайн интерфейса в OS X - Улучшение меню добавления закладки - В сборки для OS X и Windows интегрирована поддержка SurfEasy VPN, который можно использовать для усиления защиты в приватном режиме. Теперь, при открытии окна с приватным режимом, предлагается скачать VPN-сервис SurfEasy, который обеспечивает дополнительную безопасность при взаимодействии с интернетом. Реализовано новое дерево просмотра закладок пользователя. Когда вы заходите на веб-сайт с помощью Silverlight, он сообщает, что плагин Microsoft Silverlight вскоре больше не будет поддерживаться. |
| 33                                                                     | 2015-10-27 | 46                                    | - Эффект полупрозрачности с размытием в заголовке окне браузера в OS X 10.10 и выше - Новый логотип браузера, отражающий изменения в бренде Opera, и новая пиктограмма «О» на кнопке с меню и панели инструментов. Использование разных пиктограмм для разных категорий выпусков. - Поддержка проприетарных кодеков в Linux H.264 для видео и MP3 для звука (пакет chromium-codecs-ffmpeg-extra) - Прекращение поддержки NPAPI-плагинов. - Microsoft Silverlight и NPAPI все еще работают, и сообщение от Opera 32 больше не отображается. В сборке для OS X представлена новая панель, стилизованная под оформление OS X El Capitan. |
| 34                                                                     | 2015-12-08 | 47                                    | - Кнопка «Отмена загрузки» во всплывающем окне загрузок - Функция Discover переименована в News (Новости) - Кнопка «Поделиться» в OS X - Поддержка MSE Audio (mime-типы audio/mpeg и audio/aac c вещанием в MP3), используемого в сервисе Google Play Music - Opera Turbo 2 |
| 35                                                                     | 2016-02-02 | 48                                    | - Предупреждение о незавершённых загрузках при закрытии браузера - Редизайн страницы «Загрузки» - Раздел «Базовые» на странице «Настройки» - Отдельная строка поиска рядом с адресной - Предупреждение о незавершённых загрузках при закрытии браузера - Кнопка «Отключить звук» для каждой вкладки по отдельности - Обновлён интерфейс просмотра загруженных файлов. В настройки добавлена новая секция для смены темы оформления, изменения поведения при запуске, управления режимом загрузки, показа панели закладок и выбора стратегии чистки cookie. |
| 36                                                                     | 2016-03-15 | 49                                    | - Редизайн экспресс-панели — раздел Новости совмещён с экспресс панелью - Панель навигации между служебными страницами теперь сбоку - «Родной» дизайн в Windows 10 и улучшенная поддержка сенсорных экранов - Последняя версия, поддерживающая Windows XP и Vista - Это была последняя версия, которая будет работать под Windows XP и Windows Vista, OS X 10.7 и 10.8. Для последующих версий потребуется как минимум Windows 7 и OS X 10.9. |
| 37                                                                     | 2016-05-04 | 50                                    | - Встроен блокировщик рекламы и блоков отслеживания пользователей - Обновлённый вид панели настроек экспресс-панели - Редизайн служебных страниц («О программе», «Загрузки», «Настройки» и т. д.) - Видео со страниц можно уменьшать в отдельное миниатюрное окно. Работает только с видео на HTML5 - Реализована функция «Video pop out», позволяющая перетащить воспроизводимое на web-странице видео в отдельное окно, содержащее только видео без сопутствующих элементов навигации. |
| 38                                                                     | 2016-06-08 | 51                                    | - Пользовательские списки для блокировщика рекламы (в формате EasyList) - Возможность выбирать сайты-источники для функции Новости - Режим энергосбережения для ноутбуков - Иконка менеджера расширений в экспресс-панели - Кнопка, удаляющая сайт с экспресс-панели, заменена кнопкой контекстного меню для защиты от случайного удаления - Уведомления о необходимости перезагрузки браузера после установки обновления - Изменены системные требования для OS X: 10.9 и выше - В Экспресс-панель добавлена кнопка вызова менеджера расширений. Возможность добавления своего изображения как темы оформления.. |
| 39                                                                     | 2016-08-02 | 52                                    | - Редизайн функции Новости, добавление нового раздела «Топ 50» - Загрузка и обновление списков для блокировщика рекламы по URL - Улучшения функции «Всплывающие окна с видео» - Всплывающая подсказка с полезными командами («Копировать», «Поиск») при выделении текста Это первая версия браузера после продажи китайскому консорциуму. |
| 40                                                                     | 2016-09-19 | 53                                    | - Встроенный в браузер бесплатный сервис VPN, позволяющего скрыть реальный IP-адрес, обойти ограничения межсетевых экранов и систем анализа трафика, обеспечить шифрованный канал связи при подключении через публичную беспроводную точку доступа, а также получить возможность работы с ресурсами, доступными только пользователям определённых стран - RSS-ридер - Предложения сайтов в экспресс-панели - Новые улучшения функции «Всплывающие окна с видео» - Поддержка расширения для Chromecast (приставки вывода изображения на ТВ) - Дополнительные настройки режима экономии заряда батареи - Возможность автоматического включения режима энергосбережения при отсоединении ноутбука от стационарного питания. В интерфейс чтения новостей (newsreader) добавлена поддержка RSS, что позволяет использовать в качестве источника для отслеживания новых записей любой RSS-канал.                                                             |
| 41                                                                     | 2016-10-25 | 54                                    | - Оптимизация времени запуска и восстановления прошлого сеанса - Экономия энергии во время видеоконференций, использующих WebRTC - Аппаратное ускорение для видео во всплывающем миниатюрном окне «Video pop out» - В интерфейс чтения новостей (newsreader) добавлена возможность автоматического определения RSS — для подписки на новости пользователю теперь достаточно ввести адрес сайта. |
| 42                                                                     | 2016-12-13 | 55                                    | - Релиз стабильной x64-сборки - Конвертация валют по выделению - Элементы панели навигации в Экспресс-панели можно настраивать - Упрощено добавление сайтов во встроенный интерфейс чтения новостных лент Выпуск приурочен к 20-летию с момента основания браузера. Проведена работа по ускорению запуска браузера: перед завершением работы сохраняется статистика, позволяющая выделить недавно используемые вкладки, которые при запуске будут восстановлены в первую очередь. При выявлении для сайта лент в форматах RSS/Atom в адресной строке отображается специальная пиктограмма, позволяющая быстро оформить подписку. Пиктограмма также сигнализирует о появлении непрочитанных записей. |
| 43                                                                     | 2017-02-07 | 56                                    | - Для платформы Windows сборка теперь осуществляется с включением в компиляторе оптимизации на основе профиля выполнения (PGO, «Profile-guided optimization», которая позволила на 13 % сократить время запуска и увеличить производительность браузерного движка в тесте Speedometer на 60,3 %, в JetStream — на 7,7 % и в Octane на 3,35 % - Упреждающая загрузка сайта при вводе адреса, который во время набора в адресной строке предсказывает наиболее вероятный адрес, учитывая статистику прошлых операций, и начинает загрузку в фоне ещё до того как пользователь закончит ввод - Возможность экспорта закладок - Добавлен режим классического выделения текста ссылок, позволяющий выделить мышью часть текста ссылки, как в Opera 12.x |
| 44                                                                     | 2017-03-22 | 57                                    | - Поддержка сенсорной панели (Touch Bar) в ноутбукt MacBook Pro - Поддержка Credential Management API из Chromium, что позволяет сторонним разработчикам создавать механизмы быстрой и безопасной авторизации пользователей на сайтах и в приложениях. Это, как минимум, избавит пользователя от ввода логина/пароля и позволит войти на сайт всего в один клик. - Блокирование перенаправлений на вредоносные сайты. - Поддержка CSS Grid Layout и WebAssembly. Снижение потребления ресурсов компьютера фоновыми вкладками. |
| 45                                                                     | 2017-05-10 | 58                                    | - Новый кросс-платформенный дизайн интерфейса, со светлой и тёмной темами - Новая боковая панель со встроенным клиентами мессенджеров Facebook Messenger, WhatsApp и Telegram. - Сетевой установщик начинает установку сразу после запуска - Улучшения встроенного блокировщика рекламы и возможность подключать фильтры по языкам. Для русского языка по умолчанию используется RuAdList. - Повышена эффективность использования GPU для декодировании видео. Добавлен вывод предупреждения о незащищённом подключении, в случае попытки заполнения форм входа без использования HTTPS. |
| 46                                                                     | 2017-06-22 | 59                                    | - Поддержка APNG (из Chromium 59), позволяющего создавать анимированные PNG-изображения с 24-разрядной глубиной цвета и дополнительными 8 битами на прозрачность - Эмодзи в сенсорной панели (TouchBar) в ноутбуке MacBook - Улучшения стабильности и производительности - Экспресс панель теперь отображается с тёмным фоном, в случае отключения фонового изображения и применения тёмной темы оформления. - При импорте закладок, элементы из панели закладок теперь автоматически появляются на панели закладок в Opera. |
| 47                                                                     | 2017-08-09 | 60                                    | - Откорректирована цветовая схема и визуальное оформление интерфейса с целью улучшения читаемости информации на экране (например, тёмные иконки сайтов отображаются в более светлых тонах при использовании тёмной темы оформления браузера). - Экспорт закладок, включая содержимое экспресс-панели и панели закладок, данные сохраняются в одном HTML-файле. - Расширенный список последних закрытых вкладок - Улучшения воспроизведения видео - В RSS-просмотрщик добавлены два дополнительные интервалы для обновления новостных лент — обновление раз в три часа и раз в шесть часов. C 10 до 32 расширено число записей в списке недавно закрытых вкладок, доступных для восстановления. |
| 48                                                                     | 2017-09-27 | 61                                    | - Конвертирование единиц измерения и часовых поясов по выделению - Встроенный инструмент для создания скриншотов сайта - Возможность удалять подсказки поиска в адресной строке - Переработанное меню программы - Импорт закладок из Microsoft Edge и Яндекс.Браузера - Поддержка macOS High Sierra - Улучшения поддержки дисплеев с высокой чёткостью - В этой версии немного реорганизовано меню «O». Для лучшей логики, изменён порядок пунктов главного меню, а также перераспределены пункты некоторых подменю. К примеру, все функции, связанные с закладками, помещены в меню «Закладки». |
| 49                                                                     | 2017-11-08 | 62                                    | - Возможность редактирования скриншотов сайта - Встроенный проигрыватель VR-видео, на OpenVR-совместимых шлемах виртуальной реальности, таких как HTC Vive и Oculus Rift. - В боковую панель виджетов добавлен виджет для обмена сообщениями через социальную сеть Vkontakte - Представлен новый конфигуратор быстрой начальной настройки, доступный для вызова из правого верхнего угла экспресс-панели. - Редизайн режима приватности - Поддержка новых валют в конвертере валют - Список последних закрытых вкладок и окон в главном меню - Новые обои для экспресс-панели - В раздел «История» добавлен общий список недавно закрытых вкладок, не привязанный к окнам. Добавлена возможность перегруппировки пиктограмм дополнений (через перетаскивание мышью), размещаемых на панели, справа от адресной строки. Это была последняя версия, которая будет работать под OS X 10.9. Для последующих версий потребуется по крайней мере OS X 10.10. |
| 50                                                                     | 2018-01-04 | 63                                    | - Страны в VPN заменены на регионы (Европа, Америка, Азия) - Поддержка криптовалют в конвертере валют - Защита от скриптов для майнинга в блокировщике рекламы - Добавлена возможность вывода на внешние экраны при помощи устройства Chromecast. - Улучшения проигрывателя VR-видео - Возможность сохранить страницу в PDF с возможностью гибкой настройки выводимых элементов, режима отображения и страниц - Переработано контекстное меню для вкладок - Сохранение вкладок после сбоя программы - Улучшение производительности воспроизведения видео в MacOS - Обновлена реализация VPN. |
| 51                                                                     | 2018-02-07 | 64                                    | - Повышение быстродействия за счёт использования Clang (только для Windows) - Клик по вкладке прокручивает страницу вверх, повторный клик возвращает на исходную позицию. - Функция «Импорт закладок» из других браузеров в менеджере закладок - «Меню вкладок» (правый верхний угол) содержит 2 раздела со сворачиваемыми списками открытых и недавно закрытых вкладок - Закреплённые вкладки сохраняются независимо от настройки «При запуске» - Новый стиль приветственной страницы приватного режима в macOS - Кнопка «Вернуться к вкладке» во всплывающих видео - Добавлена настройка для разрешения использования Flash на всех сайтах без запроса. - Кнопка сброса настроек браузера в разделе настроек (закладки, история и пароли при этом сохраняются) - Автоматическое сохранение резервной копии файлов настроек - Возможность установить обои из рабочего стола фоновым рисунком на экспресс-панели                                       |
| 52                                                                     | 2018-03-22 | 65                                    | - Более быстрый блокировщик рекламы - Выделение нескольких вкладок и выполнения со всеми выделенными вкладками таких действий, как помещение в буфер обмена открытых во вкладках ссылок, закрытие, закрепление и перезагрузка вкладок, одновременно отключение звука, добавление на стартовую страницу. - Анимации для служебных страниц с ошибками - Внедрение функции Flow: сохранение ссылок, файлов и тесная интеграция с мобильным браузером Opera Touch - Мгновенный поиск в интернете по нажатию Alt+Пробел - Мгновенный поиск по вкладкам по нажатию Ctrl+Пробел |
| 53                                                                     | 2018-05-10 | 66                                    | - Изменено отображение вкладок при большом количестве открытых страниц - Улучшена навигация при большом числе открытых вкладок, иконки вкладок сделаны более заметными, а клик на значке расширяет кнопку. |
| 54                                                                     | 2018-06-28 | 67                                    | - Страница «Обновление и восстановление» («Update and Recovery»), в которое вынесены опции, связанные с установкой и проверкой обновлений, а также со сбросом настроек - Новая реализация стартовой страницы Speed Dial, в которой представлена выборка новостей, соответствующих выбранным тематическим фильтрам, языку и регионам. При желании кроме предопределённых новостных ресурсов можно добавить и собственные новостные ленты. Также оставлена возможность отключить показ новостей и как раньше отображать закреплённые ссылки на избранные страницы. Кроме того, в новой версии добавлено новое меню |
| 55                                                                     | 2018-08-16 | 68                                    | - Обновлённая страница с настройками браузера и поддержкой тёмной темы - Обновлённая всплывающая подсказка с настройками сайта при клике по значку замка - При посещении Chrome Web Store браузер предлагает установить расширение, позволяющее устанавливать расширения из Chrome Web Store - Панель с закладками отображается по умолчанию |
| 56                                                                     | 2018-09-25 | 69                                    | - Возможность регулировки громкости видео в всплывающих окнах с видео - Возможность отключения функции прокрутки к началу страницы при клике по активной вкладке - Добавлен индикатор уровня увеличения страницы в адресную строку - Пункт для вызова мастера баг-репортов в главном меню - Страница «О программе» заменена страницей «Обновление и восстановление» - Возможность отключения рекламных закладок в панели закладок и Экспресс-панели - Настройки на странице настроек поделены на категории |
| 57                                                                     | 2018-11-28 | 70                                    | - Обновлённый движок подбора новостей - Рекомендации от Netflix - Новый стиль страницы настроек - Возможность закрывать закреплённые вкладки без необходимости откреплять их - Исправлен баг в механизме открытия страниц |
| 58                                                                     | 2019-01-23 | 71                                    | - Предупреждение при закрытии окна с несколькими вкладками - Интеграция Яндекс.Дзен на экспресс панели (только для пользователей из России) |
| 59 beta                                                                | 72         | Выпуск стабильной версии не состоялся | |
| 60                                                                     | 2019-04-09 | 73                                    | - Обновление интерфейса - Встроенный криптокошелёк |
| 61 developer                                                           | 74         | Выпуск стабильной версии не состоялся | |
| 62                                                                     | 2019-06-27 | 75                                    | - Поддержка взаимодействия с темной темой Windows - Новый раздел «Экспресс-панели», содержащий историю посещений предложений отелей на сайте Booking.com |
| 63                                                                     | 2019-08-20 | 76                                    | - Переработана начальная страница, встречающая пользователя, переходящего в режим приватного просмотра |
| 64                                                                     | 2019-10-08 | 77                                    | - Функция блокировки отслеживающих пользователя трекеров - Улучшены инструменты редактирования созданных скриншотов |
| 65                                                                     | 2019-11-14 | 78                                    | - Расширен включенный в прошлой версии блокировщик рекламных трекеров - При наборе текста в адресной строке просматриваемая веб-страница затемняется |
| 66                                                                     | 2020-01-08 | 79                                    | - Расширения боковой панели устанавливаются не в подразделе, а на самой панели |
| 67                                                                     | 2020-02-25 | 80                                    | Важные обновления по типу Reborn под кодовым именем R2020 - Пространства — новая функция для группировки вкладок в боковой панели - Новое меню быстрой настройки отображения элементов боковой панели - Новая панель для «CTRL+TAB» — функции быстрого перехода между открытыми вкладками - Индикация дубликатов вкладок - Улучшено окно выноса видео - Добавлена настройка использования DNS поверх HTTPS вместо системных настроек DNS |
| 68                                                                     | 2020-04-23 | 81                                    | - доступ к сервису Instagram из боковой панели - Поиск открытых вкладок (кнопка лупа или CTRL+Пробел) - улучшена функция подсветки дубликатов открытых вкладок - Убрана функция быстрого поиска - Убрана кнопка «закрытые страницы», чтобы включить перейдите по ссылке opera://flags/#search-in-open-tabs переключите в Disable и перезапустите браузер. |
| 69                                                                     | 2020-06-24 | 83                                    | - доступ к сервису Twitter из боковой панели - Новый виджет погоды в левом верхнем углу экспресс-панели; - Увеличен размер плиток сайтов в функции перемещения по вкладкам через «CTRL+TAB»; - Теперь при добавлении вкладки в пространство или перемещении между ними на его иконке отображается точка, сигнализирующая о поступлении новой вкладки. |
| 70                                                                     | 2020-07-27 | 84                                    | - Функция поиска по открытым вкладкам (CTRL+Space) ищет не только по адресу и заголовку, но и по содержимому веб-страницы. - Функция поиска по открытым вкладкам включает поиск по недавно закрытым вкладкам. В неё добавлен отдельный список недавно закрытых вкладок, по которому также осуществляется поиск. - Поисковая форма в разделах боковой панели «Закладки» и «История» отображается постоянно. Ранее для её появления требовалось навести курсор мыши на значок лупы. - Добавлено несколько новых значков для функции «Пространства». |
| 71                                                                     | 2020-09-15 | 85                                    | - Easy Files — при загрузке файлов с компьютера всплывает мини-окно в котором показаны файлы которые отправлялись в последний раз - Пользовательские горячие клавиши для быстрого доступа к мессенджерам (которые находятся на боковой панели браузера) и рабочим пространствам. Теперь пользователю доступна возможность присваивать собственные горячие клавиши доступа к определённым мессенджерам и для выбора одного из рабочих пространств. - В функцию поиска по открытым вкладкам добавлена ссылка «Показать еще» для расширения списка результатов поиска. - В функцию поиска по истории добавлена возможность фильтрации результатов по дате и новая функция «Удалить историю ниже», позволяющая удалять только отображаемые результаты, не затрагивая прочие. |
| 72                                                                     | 2020-10-21 | 86                                    | - Проведена работа над функцией поиска по открытым вкладкам (CTRL+Пробел). Теперь результаты сортируются по релевантности с учётом количества совпадений запроса с содержанием. Конечно, результаты с наибольшим количеством совпадений будут выше в выдаче. Результаты сортируются по соответствию заголовка, адреса и содержания. - В боковой панели появился проигрыватель Apple Music, YouTube Music, Spotify, до этого была рекламная интеграция Aliexpress. |
| Обозначение версий: Устаревшая Стабильная beta-версия developer-версия |            |                                       | |

### Opera One
В апреле 2023 года была представлена предварительная версия Opera One, предназначенная для разработчиков. В июне 2023 года браузер стал доступен для всех пользователей. Opera One оснащена искусственным интеллектом, получившим название Aria. Он был разработан совместно с OpenAI и функционирует на собственном движке Opera Composer AI в сочетании с GPT 3.5. В январе 2024 года был анонсирован выпуск браузера на iOS, предназначенный для Евросоюза. Запуск запланирован на март.
В июне 2024 года в рамках раннего доступа вышла версия браузера R2 с обновлённым интерфейсом, ИИ-помощником и функцией раздвоенного экрана.

## Ответвления для ПК

### Opera Neon
В 2017 году был представлен Opera Neon — экспериментальный браузер, который показывает, как может выглядеть современный веб-браузер. Opera Neon предоставляет необычные способы взаимодействия с веб-контентом, включая возможность перемещать элементы в браузере и легко забирать контент непосредственно из сети.

### Opera (блокчейн-браузер)
13 декабря 2018 года Opera запускает версию собственного блокчейн-браузера в мобильной версии Opera 60 (Reborn 3), разработанного для взаимодействия с децентрализованным интернетом (Web 3.0). Также добавлен встроенный криптокошелёк «Crypto Wallet» как в мобильной, так и в полной версиях браузера.

## Возможности программы

### Управление и интерфейс
В браузере Opera предусмотрены средства управления для людей с нарушениями зрения или ограниченными двигательными возможностями: есть голосовое управление и возможность подключения «экранных дикторов». С помощью различных установок пользователь может настроить интерфейс по своему вкусу.
Есть возможность осуществлять навигацию и настройку браузера, используя только клавиатуру. «Сочетание клавиш», заданных по умолчанию, можно переобозначить по своему усмотрению.
Можно также использовать «жесты мышью», которые существенно упрощают навигацию с помощью этого манипулятора, определённые последовательности нажатия клавиш и движений «мыши» позволяют, например, быстро листать или обновлять страницы, не перемещая курсор к иконкам меню навигации.
Масштабирование страниц позволяет пропорционально увеличивать или уменьшать все элементы документа: текст, изображения, флеш-анимацию, создавая эффект приближения и удаления страницы. Масштаб можно изменять в пределах от 20 % до 1000 %. Пользователь может настроить шрифты и цвета для веб-страниц, и даже переопределить настройки стилей CSS. Это может быть полезным, например, для страниц с неудачным дизайном: когда шрифты трудночитаемы или контраст между цветом шрифта и фоном недостаточен.
Голосовое управление, разработанное совместно с IBM, позволяет пользоваться браузером без помощи мыши и клавиатуры.
Opera также может читать вслух страницы и выделенные фрагменты, но это возможно только в среде Windows и только с помощью экранного диктора, встроенного в операционную систему, так как программы сторонних разработчиков, начиная с версии Opera 6.0, не поддерживаются.

#### «Пасхальные яйца»
- Бета-версии Opera 9 содержали «пасхальное яйцо» — при запуске теста Acid2 жёлтый смайлик через некоторое время начинал отслеживать глазами курсор мышки. Если после этого на нём кликнуть, появлялось сообщение JavaScript «Because just passing is not enough;)» — «Потому что простого прохождения недостаточно;)»[159]. Это стало возможным благодаря изменению кода теста с помощью Opera's browser.js. Изменённый код доступен в виде отдельного файла на языке User JavaScript[160]. Другое «пасхальное яйцо» было обнародовано одним из разработчиков программы: если в адресной строке ввести /., то откроется страница slashdot.org[161].
- Если в настройках ввести Код Konami, то показываются настройки для опытных пользователей.

### Поддерживаемые стандарты
Браузер Opera был одним из первых, поддерживающих CSS, ставшие к настоящему времени базовыми для веб-дизайна. В настоящее время Opera поддерживает многие веб-стандарты, включая редакции CSS 3, HTML5, XHTML 1.1, XHTML Basic, XHTML Mobile Profile, XHTML+Voice, WAI-ARIA, WML 2.0, XSLT, XPath, XSL-FO, ECMAScript 3 (JavaScript), DOM 2, XMLHttpRequest, HTTP 1.1, Юникод, SVG 1.1 Basic, SVG 1.1 Tiny, GIF89a, JPEG, WebExtensions. Браузер полностью совместим с графическими форматами APNG, PNG, в том числе в плане обработки альфа-канала.
Начиная с девятой версии Opera успешно проходит Acid2 — тест на соответствие самым современным технологиям веб-дизайна. Opera стала четвёртым браузером, прошедшим этот тест, и первым среди программ такого рода для Windows.
Opera полностью проходит тест Acid3 начиная с 10-й версии.

### Безопасность и конфиденциальность
В Opera есть несколько настроек безопасности, доступных пользователю. Одна из них — возможность быстрого удаления информации о посещённых страницах: очистка cookies, истории, кэша. Это полезно, если за компьютером поочерёдно работают несколько пользователей.
При посещении защищённых страниц Opera шифрует получаемую и передаваемую информацию с помощью протоколов высокой надёжности: SSL 3 или TLS. Информация о включении защиты отображается в адресной строке браузера. Пользователь может нажать на появившуюся там кнопку и проверить, не является ли страница мошеннической или созданной для «фишинга». Пользователь может включить автоматическую проверку страниц на «фишинг», но по умолчанию эта опция не активна.
Для защиты сохранённых паролей возможно шифрование базы данных паролей с использованием алгоритма 3DES и мастер-пароля в качестве ключа шифрования, которым также защищены личные сертификаты и данные wand.
Для своевременного обнаружения уязвимостей и багов в программе предусмотрена возможность отправки сообщений об ошибках в Opera Software. По сведениям компании Secunia, специализирующейся на компьютерной и сетевой безопасности, в Opera 9.x было выявлено 13 уязвимостей, все они к настоящему времени устранены Для сравнения, в Firefox 2.0.x было выявлено 23 уязвимости, из которых до сих пор не устранены 4, в Internet Explorer 7.x остаются незакрытыми 8 из 24, а в Safari 3.x — одна из трёх найденных уязвимостей.
Группа Arche Twist выпускает программную связку OperaTor, предназначенную для анонимного сёрфинга в Интернете. В неё входит браузер Opera, клиент анонимной сети Tor и виртуальный прокси-сервер Polipo. Анонимизируется работа по протоколам HTTP и HTTPS.
В сентябре 2009 года стало известно о намерении российской правительственной комиссии по федеральной связи и информтехнологиям разработать для государственных организаций свой браузер, выбрав разработчика по результатам открытого конкурса. Парадоксально, что Opera и Firefox отвергаются в пользу Internet Explorer из-за того, что они «передают информацию о пользователях на серверы, принадлежащие компании Google», а множественные уязвимости самого IE не берутся при этом в расчёт. Однако уже в ноябре стало известно, что «российского» браузера не будет, а будут установлены прокси-серверы, которые и будут обеспечивать безопасность сёрфинга в Интернете. В качестве браузера предполагается использовать сборку Firefox, настроенную на эти прокси-серверы.
В 2015 году Opera Software приобрела VPN-сервис SurfEasy, чтобы повысить конфиденциальность и безопасность интернет-сёрфинга пользователей. Предлагается 500—700 МБ бесплатного защищённого трафика в месяц на зарегистрированный аккаунт и возможность оформления безлимитных тарифных планов. Поддерживается интеграция и в другие браузеры. С весны 2016 года объявлено о запуске «бесплатного» и «безлимитного» VPN сервиса.

### Browser Operator
В марте 2025 года была представлена технология Browser Operator, позволяющая выполнять некоторые задачи без участия человека. Ассистент с помощью искусственного интеллекта выполняет пользовательские запросы, написанные на естественном языке. Он может помогать в таких обыденных делах, как поиск товаров, бронирование номеров в отеле и т.д. Отмечается, что технология работает локально, не отправляя данные ни на какие сервера.

## Другие платформы
Помимо издания Opera для PC, существуют версии браузера для других устройств. Принцип работы сохраняется, но имеются некоторые различия в функциях и интерфейсе.

### Смартфоны и КПК

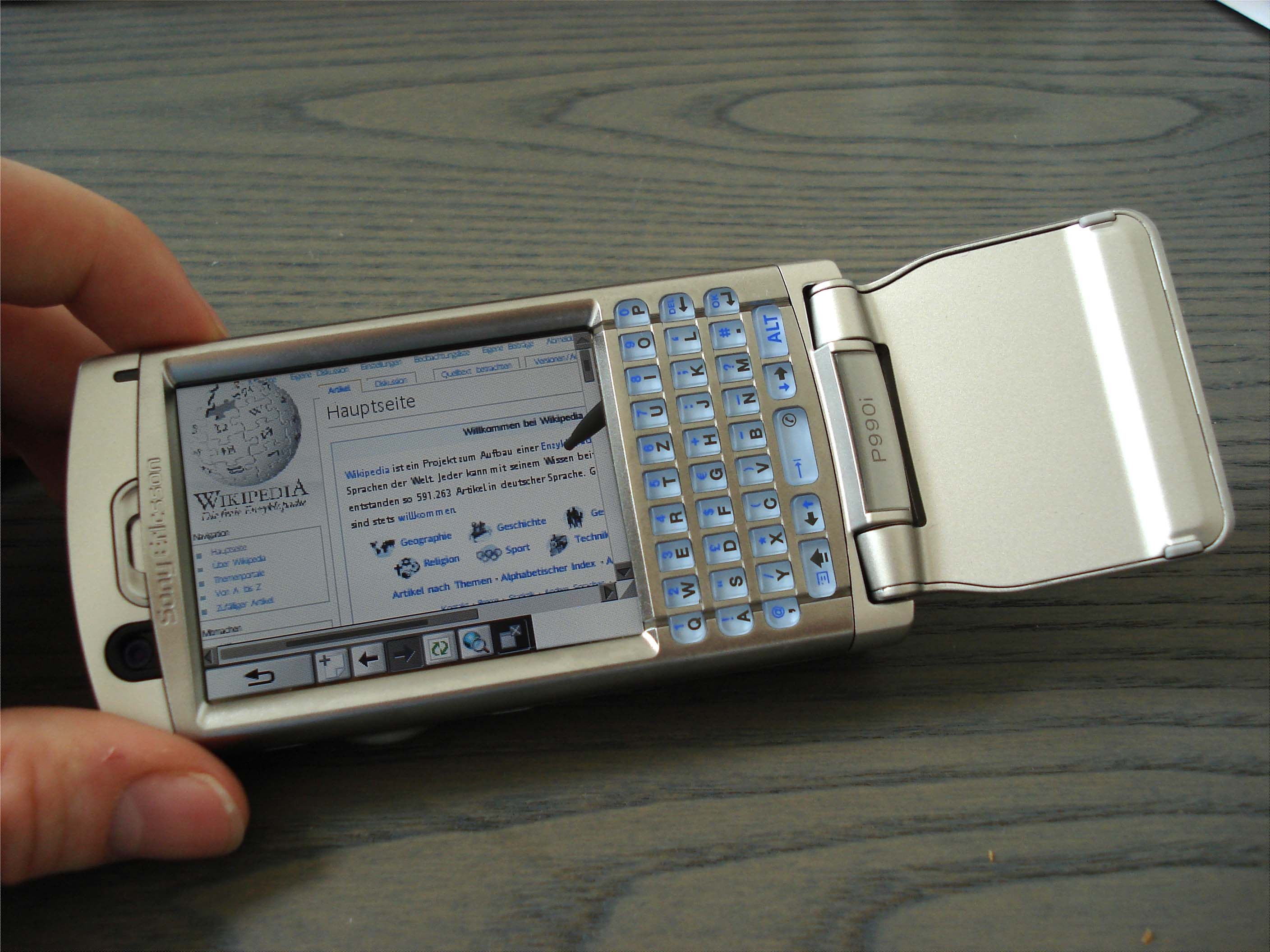
Смартфон p990i, на котором открыт сайт Википедии в Opera Mobile

Эта модификация программы Opera предназначена для работы на КПК и смартфонах. Одна из первых версий Opera Mobile вышла в 2000 году для Psion Series 7 и netBook с платформой Symbian. Сегодня Opera Mobile предназначена для устройств, работающих на операционных системах Windows Mobile (поддержки Windows Phone ещё нет), Apple iOS, Symbian OS с интерфейсами S60 и UIQ.
Десятая версия (и выше) Opera Mobile распространяется бесплатно, в отличие от предыдущих, которые можно было использовать бесплатно только в течение 30 дней, после чего необходимо было заплатить 24 долл. США. Устройства, которые используют операционную систему UIQ 3 (Sony Ericsson P990, Motorola RIZR Z8), покупаются с заранее установленной Opera Mobile, цена которой входит в цену устройства.
Одна из основных особенностей Opera Mobile — это возможность динамично переформатировать веб-страницы для широкоформатных (узких и высоких) экранов, используя технологию Small-Screen Rendering (SSR). Технология эта проприетарная, но веб-дизайнеры могут проверить, как их страницы обработаны SSR, с помощью CSS.

### Мобильные телефоны
Opera Mini предназначена для мобильных телефонов, поддерживающих Java ME. Браузер начал распространяться в качестве пилотного проекта в 2005 году. После ограниченного релиза в Европе он был официально запущен по всему миру 24 января 2006 года.
Когда пользователь просматривает веб-страницы с помощью Opera Mini, то запрос отправляется через General Packet Radio Service (GPRS) одним из серверов компании Opera Software, потом сервер получает информацию о веб-странице, обрабатывает, сжимает и отправляет на телефон пользователя. Начиная с версии 4.0 Opera Mini поддерживает масштабирование страниц, что удобно, особенно на маленьких экранах.
Opera Mini была портирована на Apple iPhone, и компания Apple пропустила браузер в AppStore 13 апреля 2010 года.
5-я версия браузера портирована на Symbian OS и Android.

### Консоли (Nintendo DS, Wii)
Nintendo DS Browser, специальный браузер Opera для портативной игровой консоли Nintendo DS. Этот браузер был выпущен 24 июля 2006 года в Японии, 6 октября 2006 года в Европе и 4 июня 2007 года в Северной Америке. Распространялся на картридже за 30 долларов США.
Internet Channel, специальный браузер Opera для портативной игровой консоли Nintendo Wii, был бесплатно доступен онлайн с 12 апреля по 30 июня 2007 года. В дальнейшем желающим скачать браузер приходилось платить 500 Wii-очков (около 5 долл.), но 8 сентября 2009 года он стал бесплатным.
Скотт Хедрик, исполнительный директор Opera Software, заявил, что этот браузер был разработан для удобного «комнатного просмотра». По сравнению с Opera для персональных компьютеров, в браузере для Wii упрощён интерфейс и увеличены шрифты. Несмотря на эти особенности, Internet Channel поддерживает те же стандарты, что и компьютерная версия, и тоже проходит тест Acid2.
Во время выхода Internet Channel в его основе лежал более совершенный движок, чем в актуальной версии Opera для настольных компьютеров. В него были внесены исправления, которые стали доступны пользователям ПК только в версии Opera 9.5.

### Ноутбуки
23 января 2007 года была выпущена специальная версия браузера для «100-долларовых ноутбуков» OLPC XO-1.

## Положение на рынке

### Версия для ПК
Первое время после официального выхода (1996) браузер не пользовался большим успехом среди пользователей ПК, основное положение на рынке занимали браузеры Internet Explorer и Netscape Navigator. Однако Opera Software стала одной из первых компаний, проявивших активность на рынке мобильных устройств, и смогла занять на нём ощутимую нишу, предложив решение для многих платформ, аналогов которому по функциональности не было. Но на платформе Win32 доля пользователей Opera долгое время оставалась незначительной. Ситуация изменилась к концу 2001 года, когда доля браузера возросла более чем вдвое (с 0,31 до 0,82 %).
За 10 лет с января 2009 года по август 2019 года доля браузера Опера незначительно снизилась от 3,07 % до 2,65 %. За 10 лет с января 2009 года по август 2019 года в России доля Opera значительно снизилась в 6 раз от 38,03 % (июнь 2009, 1 место) до 7,28 % (август 2019, 4 место).

### Версии для мобильных систем, включая планшеты
На мобильных системах Опера занимала крупную долю до усиления конкуренции. С августа 2012 года по август 2019 года доля браузера Опера значительно снизилась в 5 раз от 15,59 % (август 2012, 3 место) до 2,8 % (август 2019, 5 место).

## Критика

### Критика Opera (Presto)
Ранние отзывы о браузере Opera — в основном положительные. Критиковались отличающиеся «горячие клавиши», которые были исправлены в версии 9.5. Вторым поводом для критики браузера стала несовместимость с некоторыми популярными сайтами, отчасти по причине того, что веб-разработчики не всегда так же строго придерживаются веб-стандартов, как разработчики Opera. По этой причине Opera приходилось искусственно прописывать инструкции, позволяющие корректно отображать некоторые популярные сайты с ненормативным кодом, что стало причиной отказа от собственного браузерного движка. Подробнее об этом рассказывается ниже в подразделе «Конфликты совместимости Opera (Presto)».
Одна из самых критических рецензий, посвящённых Opera, была опубликована в газете The Washington Post в мае 2004 года. Баннеры и контекстная реклама были удалены из браузера 20 сентября 2005 года в версии Opera 8.5, что увеличило число положительных отзывов. В январе 2007 года ведущий разработчик браузера Mozilla Firefox Аза Доцлер подверг критике компанию Opera Software за замалчивание сведений об уровне безопасности браузера Opera и обнаруженных в нём уязвимостях. Закрытый исходный код не позволял сторонним фирмам и программистам проводить поиск уязвимостей и их исправление.

### Конфликты совместимости Opera (Presto)
Широкую известность получили случаи конфликтов браузера с сайтами и сервисами корпорации Microsoft. Первый конфликт имел место в конце 2001 года, Microsoft заблокировала доступ пользователей, работавших под сторонними браузерами, включая Opera, на MSN, оставив доступ к сайту только пользователям Internet Explorer. Ограничение было снято через 2 дня после волны возмущения, однако пользователи Opera более месяца испытывали проблемы с доступом к части контента MSN.com. Второй конфликт с отображением сайта MSN.com произошёл в 2003 году, на этот раз проблемы испытывали только пользователи Opera. Сайт был настроен таким образом, что пользователи Opera получали искажённую картинку, как если бы они работали под старыми версиями Internet Explorer. Действительная причина сбоя была установлена сотрудниками Opera Software не сразу, они предали её огласке, но Microsoft отвергла все обвинения в злонамеренности. Однако Microsoft внесла необходимые изменения на своих серверах, и на этом конфликт был исчерпан. В ноябре 2004 года выяснилось, что пользователи Opera получают неполный файл JavaScript на почтовом сервисе Hotmail, принадлежащем Microsoft. Это приводило к тому, что пользователи не могли очистить корзину от ненужной корреспонденции.
Множество конфликтов было связано со службами Google. Пользователи отмечали проблемы или некорректные ответы при работе с каталогом изображений Picasa, с картами Google, с Google Docs, Google Spreadsheets и Google Calendar, а также с почтовым сервисом Gmail. Причины этого официально не были объявлены, но распространено мнение о целенаправленной агрессивной политике Google, поддерживавшей в тот период браузер Mozilla Firefox, по отношению к Opera. Энтузиастами выпускались неофициальные патчи, позволявшие решить некоторые из этих проблем. Среди других конфликтов можно выделить некорректную работу редактора сообщений в популярной системе создания блога WordPress. Основные конфликты со службами Google и с системой Wordpress исправлены в Opera 9.5 (Kestrel).
По словам Вадима Макеева (в 2013 г. — сотрудник Opera), постоянная необходимость доработки движка Presto под новые особенности WebKit требовала трудозатрат компании Opera и стала причиной отказа от собственного браузерного движка и начала разработки браузера сначала на движке WebKit, а затем — на его форке Blink

### Критика Opera (Blink)
Много критики связано с переходом на движок WebKit: например, критике подверглись кардинальные изменения интерфейса (по мнению пользователей, он стал мало отличим от интерфейса Google Chrome); кроме того, по мнению некоторых пользователей, такое решение приводит к фактической монополии WebKit на рынке браузерных движков подобно временам войны браузеров.

## Награды
За время своего существования версия Opera для персональных компьютеров получила ряд наград от печатных изданий и веб-ресурсов, среди которых можно выделить:
- CNet Webware winner, 2009
- Webware 100 winner, 2008, 2009
- PC World’s World Class Award, 2004, 2005
- Web Host Magazine & Buyer’s Guide Editors' Choice, 2004
- CHIP.de Digital Lifestyle Award, 2006 (Opera Mini)
- PC Magazin[нем.] Testsieger (победитель тестирования), 2006
- PC Plus Performance Award (награда за производительность)
- PC World Best Data Product, 2003
- PC World Best i Test, 2003
- Web Attack Editor’s Pick (выбор редакции), 2003
- ZDNet Editor’s Pick (выбор редакции), 2000
- Tech Cruiser Award 4 Excellence (награда за превосходство), 1999

## Комментарии
1. ↑  Это легко отключается в настройках обеих программ.